# Parapet
Parapet (franceză parapet, italiană parapetto, din parare - a proteja și petto - piept). Parapetul este o structură arhitecturală formată dintr-un zid, o balustradă sau o barieră de protecție, situată de obicei la marginea unui balcon, unei terase sau a unei platforme de observare. Scopul principal al unui parapet este de a oferi protecție împotriva căderii accidentale sau intenționate de pe o înălțime.
Un parapet poate fi:

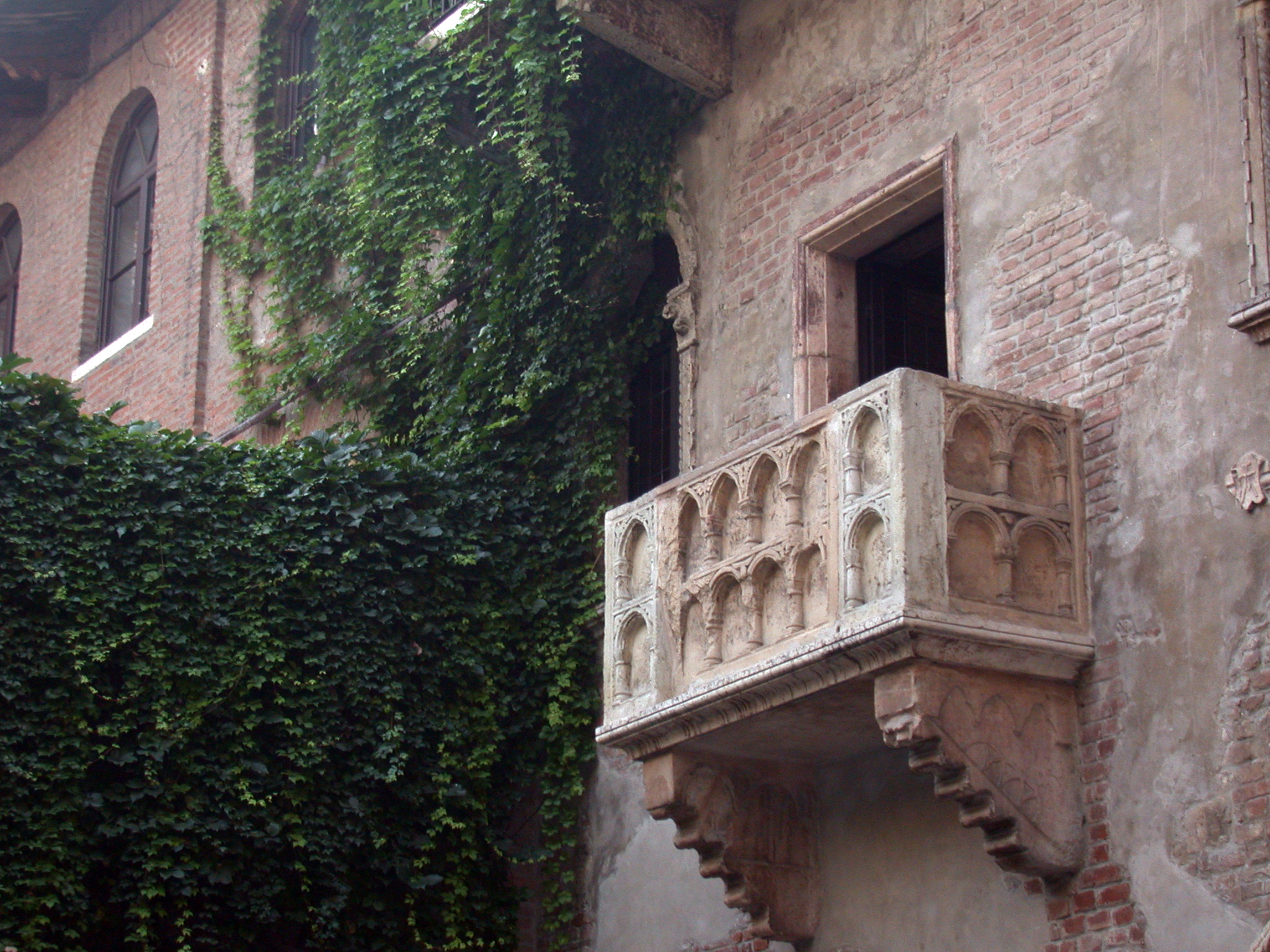
Parapet de piatră (Casa di Giulietta din Verona)

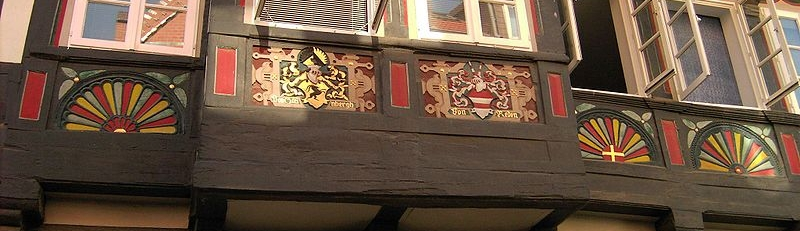
Parapete decorate cu sculpturi la ferestre în Hildesheim

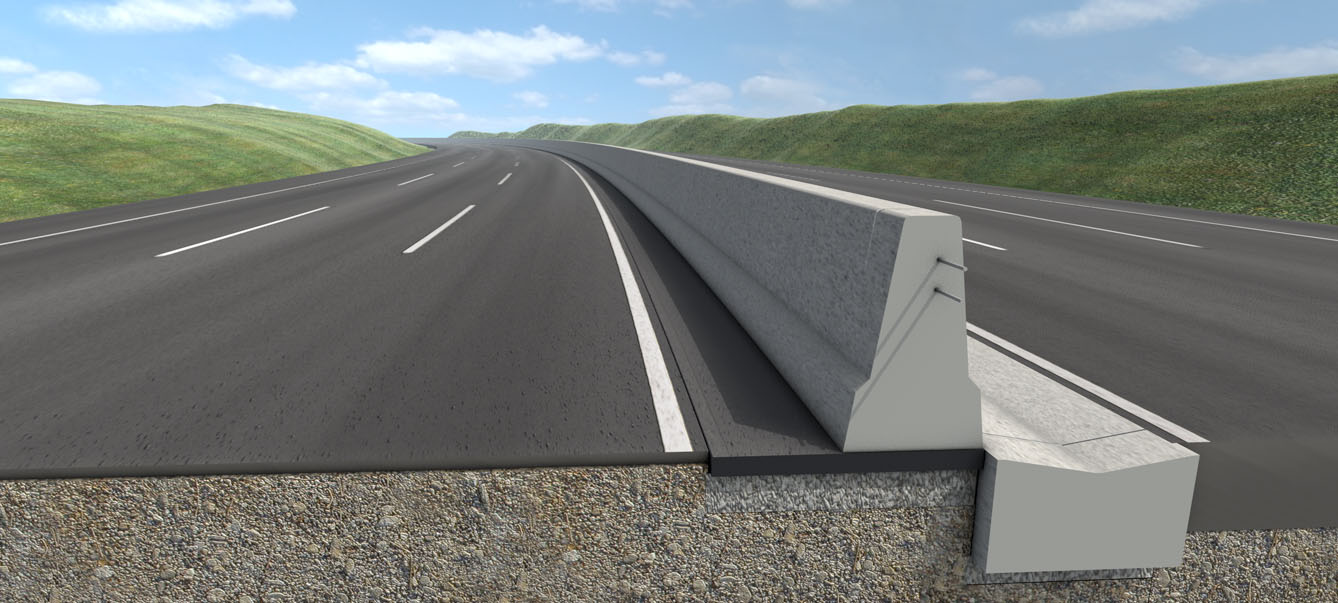
Parapet din beton armat pe banda de separare a drumului

1. O protecție împotriva căderii la poduri, galerii, terase, balcoane etc. Spre deosebire de balustradele ușoare și care se deteriorizează repede, parapetul este un perete masiv, rezistent la forfecare.
2. Porțiunea unui perete exterior, care se află între podea și marginea de jos a ferestrei (pervaz).
3. Un parapet poate fi, de asemenea, o barieră de protecție pe un drum cu separare a benzilor de circulație, cum ar fi o autostradă. În acest caz, parapetul este proiectat pentru a preveni vehiculele să iasă de pe carosabil și să ajungă pe sensul opus sau în afara drumului. Parapetul instalat între benzile de circulație este de obicei realizat din metal, cum ar fi oțelul, sau din beton armat. Parapetul poate fi instalat și pe marginea drumului, în funcție de amplasarea acestuia. Această structură de protecție poate fi denumită și "parapeți de barieră" și are rolul de a preveni vehiculele să iasă de pe marginea drumului și să ajungă în afara acestuia. Parapetul de pe marginea drumului poate fi construit din mai multe materiale, inclusiv beton, oțel și lemn, și poate fi proiectat într-o varietate de forme și stiluri pentru a se potrivi cu mediul înconjurător și cu nevoile de siguranță ale drumului.

Înălțimea unui parapet este standardizată și depinde în special de înălțimea căderii.